# Comédie alternative
Pour les articles homonymes, voir Comédie (homonymie).
Comédie alternative est un terme inventé dans les années 1980 pour désigner un style de comédie, qui rompt consciemment avec le style comique dominant d'une époque.  L'expression a eu différentes connotations dans différents contextes : au Royaume-Uni, elle était utilisée pour décrire un contenu qui était une « alternative » au courant dominant de la comédie en direct, qui impliquait souvent du matériel raciste et sexiste. Dans d'autres contextes, c'est la nature de la forme qui est « alternative », évitant de s'appuyer sur une structure standardisée d'une séquence de blagues avec des punchlines.